# Jakob Dusek
Jakob Dusek, né le 19 novembre 1996 à Sankt Pölten, est un snowboardeur autrichien, spécialiste du cross. Il devient champion du monde de sa discipline lors des mondiaux de 2023.

## Palmarès

### Championnats du monde
- Championnats du monde 2023 à Bakuriani (Géorgie) :
  -  Médaille d'or en cross.
  -  Médaille d'argent en cross par équipes.

### Coupe du monde de snowboard
- 11 podiums dont 4 victoires en carrière.

#### Détails des victoires
| Épreuve / Édition | Cross                                      |
| ----------------- | ------------------------------------------ |
| 2021-2022         | Breuil-Cervinia                            |
| 2024-2025         | Breuil-Cervinia Goudaouri Mont Sainte-Anne |